# Péricardite tuberculeuse
 Mise en garde médicale
La péricardite tuberculeuse est l'une des composantes extra-pulmonaires de la tuberculose.

## Description
Le tableau clinique est celui d'une péricardite. Le risque est l'évolution vers une péricardite constrictive sur plusieurs mois ou années. Elle se manifeste par un essoufflement, des douleurs thoraciques typiquement inhibant la respiration, une altération de l'état général, la survenue d'une insuffisance cardiaque droite.

## Imagerie
L'échocardiographie montre un épanchement péricardique souvent modéré. Il peut exister un épaississement du péricarde. À un stade plus tardif, des signes de péricardite constrictive peuvent être observés.
La présence de calcifications péricardique sur la radiographie du thorax est hautement évocatrice. Ils sont observables au scanner.

## Diagnostic
Le diagnostic repose sur l'analyse du liquide péricardique et sur celle du péricarde. 
Les dosages de l'interféron gamma et de l'adénosine désaminase sont élevés dans le liquide péricardique, avec une très bonne sensibilité et spécificité. Le mycobacterium est systématiquement recherché par examen direct et mise en culture mais elle est souvent négative, même dans les biopsies du péricarde. La recherche par PCR quantitative ne fait pas mieux que le dosage de l'interféron gamma.
Une co-infection par le HIV doit être systématiquement recherchée.

## Traitement
Un traitement antituberculeux est commencé en association à un traitement par corticoïdes.
La mise sous colchicine ne permet pas d'éviter l'évolution vers une constriction.
En cas de constriction, la seule option est la péricardectomie chirurgicale.